# Bruno Lavagnini
Bruno Lavagnini (Siena, 3 ottobre 1898 – Palermo, 20 marzo 1992) è stato un grecista, bizantinista e filologo classico italiano.

## Biografia
Nato a Siena, frequentò le scuole elementari a Viareggio e il liceo ginnasio Nicolò Machiavelli a Lucca. Nel 1916 superò il concorso di ammissione alla Scuola Normale Superiore di Pisa, dove seguì i corsi di Clemente Merlo per la linguistica, di Augusto Mancini (per la grammatica greca e latina), di Cesare Giarratano. Si laureò nel 1920, allievo di Francesco Zambaldi, con una tesi su  Le origini del romanzo greco, pubblicata l'anno successivo e anche nel 1922 sugli Annali della Regia Scuola Normale Superiore di Pisa. Passò il periodo dal gennaio all'ottobre 1921 ad Atene, allievo della Scuola archeologica nazionale. Nel 1922 conseguì contemporaneamente due diplomi di perfezionamento: all'Università di Pisa, in filologia classica, presentando il lavoro Sul significato e il valore del romanzo di Apuleio (stampata nel 1923 e poi nel 1927 sugli Annali); e all'Istituto di Studi Superiori di Firenze, con un lavoro di stampo archeologico, che su consiglio di Giorgio Pasquali presentò in sostituzione dell'edizione dei frammenti papiracei degli scrittori erotici greci (comunque stampato nel 1921 presso l'editore Teubner di Lipsia).
Lavagnini fu professore di letteratura greca e neogreca all'Università di Palermo dal 1929 al 1968.
Importanti furono i suoi studi sulle origini del romanzo greco e sul suo sviluppo, Le origini del romanzo greco, nel 1921, e Studi sul romanzo greco, nel 1950. Lavagnini fu anche il curatore dell'edizione teubneriana dei frammenti papiracei dei poeti erotici (Eroticorum graecorum, fragmenta papyracea; primus collegit recensuit latina interpretatione ditavit verborum indices addidit Bruno Lavagnini, Lipsiae, in aedibus B. G. Teubneri, 1922).
In seguito estese i suoi interessi di studio e letterari alla letteratura bizantina e neoellenica. Nel 1957 ricevette l'importante premio letterario Marzotto per il suo libro Arodafnusa, antologia di poesie dei più grandi poeti greci moderni con traduzione in italiano. Con questo e altri libri diede prova di eccellente traduttore letterario. Queste sue doti ottennero riconoscimento in Grecia con la medaglia d'oro della Società ellenica dei traduttori di letteratura, conferitagli nel 1990.
Notevole fu anche la sua attività di organizzatore culturale: fu direttore dell'Istituto Italiano di Cultura di Atene dal 1952 al 1959 e presidente della Fondazione Giuseppe Whitaker dal 1974 al 1980.
Fu poi console onorario di Grecia dal 1964 fino alle dimissioni nel 1967, con l'avvento della dittatura dei colonnelli.
Ricevette la laurea honoris causa dall'Università di Atene e fu membro dell'Accademia di Atene. Nel 1963 fu nominato socio corrispondente dell'Accademia nazionale dei Lincei, della quale divenne socio nazionale nel 1972. Nel 1974 fu nominato socio straniero dell'Accademia austriaca delle scienze di Vienna.
In suo onore è stato intitolato al suo nome l'Istituto siciliano di studi bizantini e neoellenici da lui fondato nel 1960.
Era padre di Renata Lavagnini, anch'ella filologa, professoressa di greco bizantino e Console onorario della Repubblica greca a Palermo.

## Opere
- La letteratura neoellenica, Nuova Accademia, 1959; Sansoni/Accademia, 1969